# Autobahn A8 (Schweiz)
Die Schweizer Autostrasse A8 und Autobahn A8 ist eine über weite Strecken als Autostrasse ausgebaute Querverbindung zwischen dem Berner Oberland und der Zentralschweiz; sie ist Teil der Nationalstrasse 8. Für den Kanton Obwalden ist sie die Lebensader und erlaubt das Ansiedeln von Industrieunternehmen in dieser Region, welche durch die A8 rasche Verbindung zu den grossen Wirtschaftszentren im Mittelland und der Nord-Süd-Transitachse A2 haben. Touristisch erschliesst sie in umgekehrter Richtung die grossen Skigebiete im Berner Oberland und die Touristikregionen Meiringen-Hasliberg und Interlaken.

## Situation

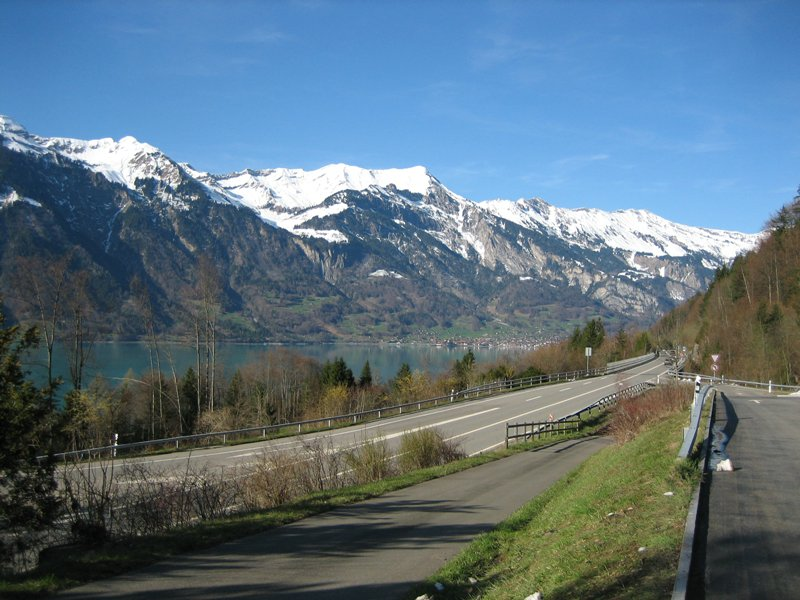
A8 mit Blick auf Brienz, links der Brienzersee und das Brienzer Rothorn

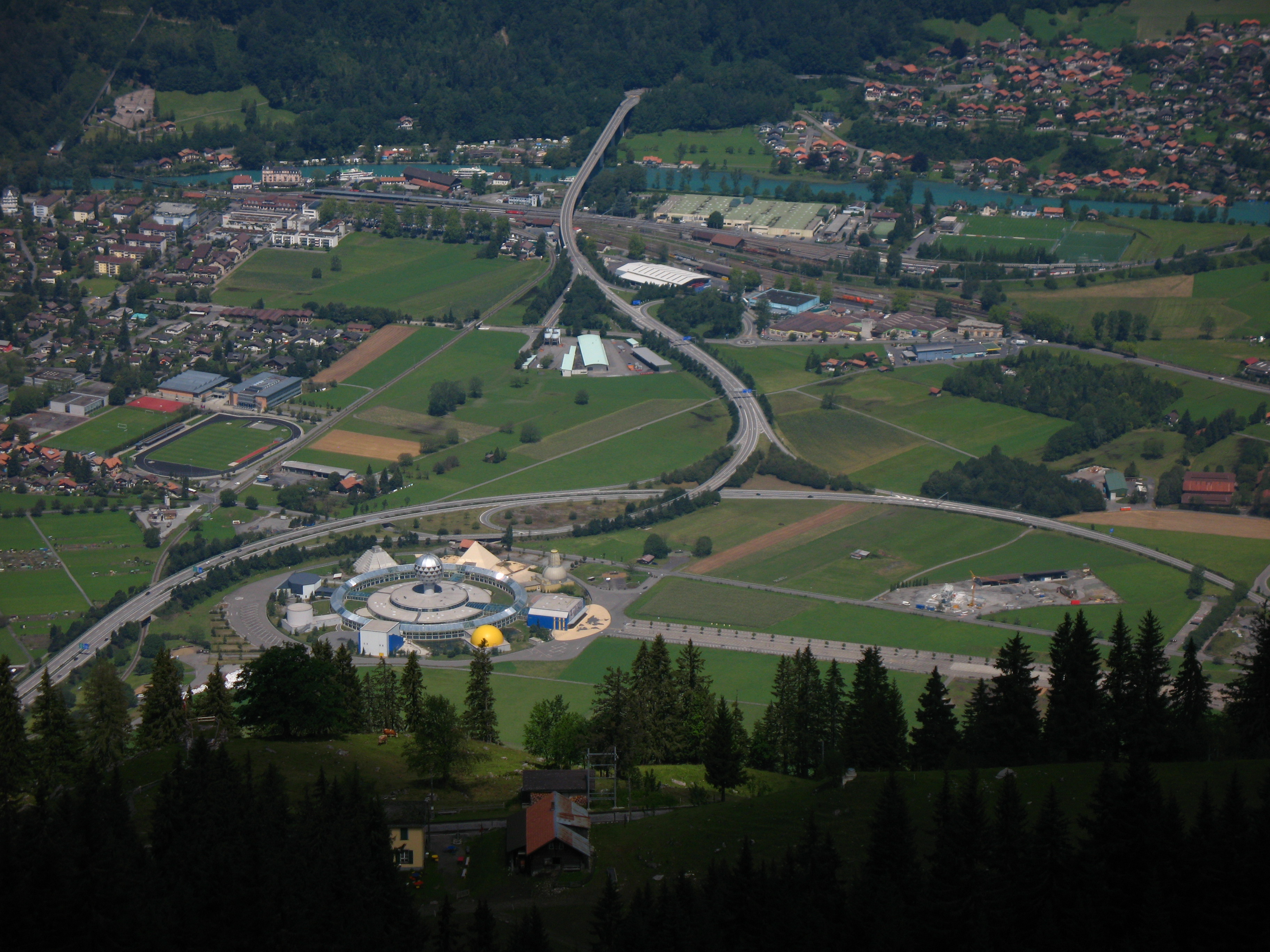
A8 bei Interlaken, im Bogen zwischen links unten und rechts unten

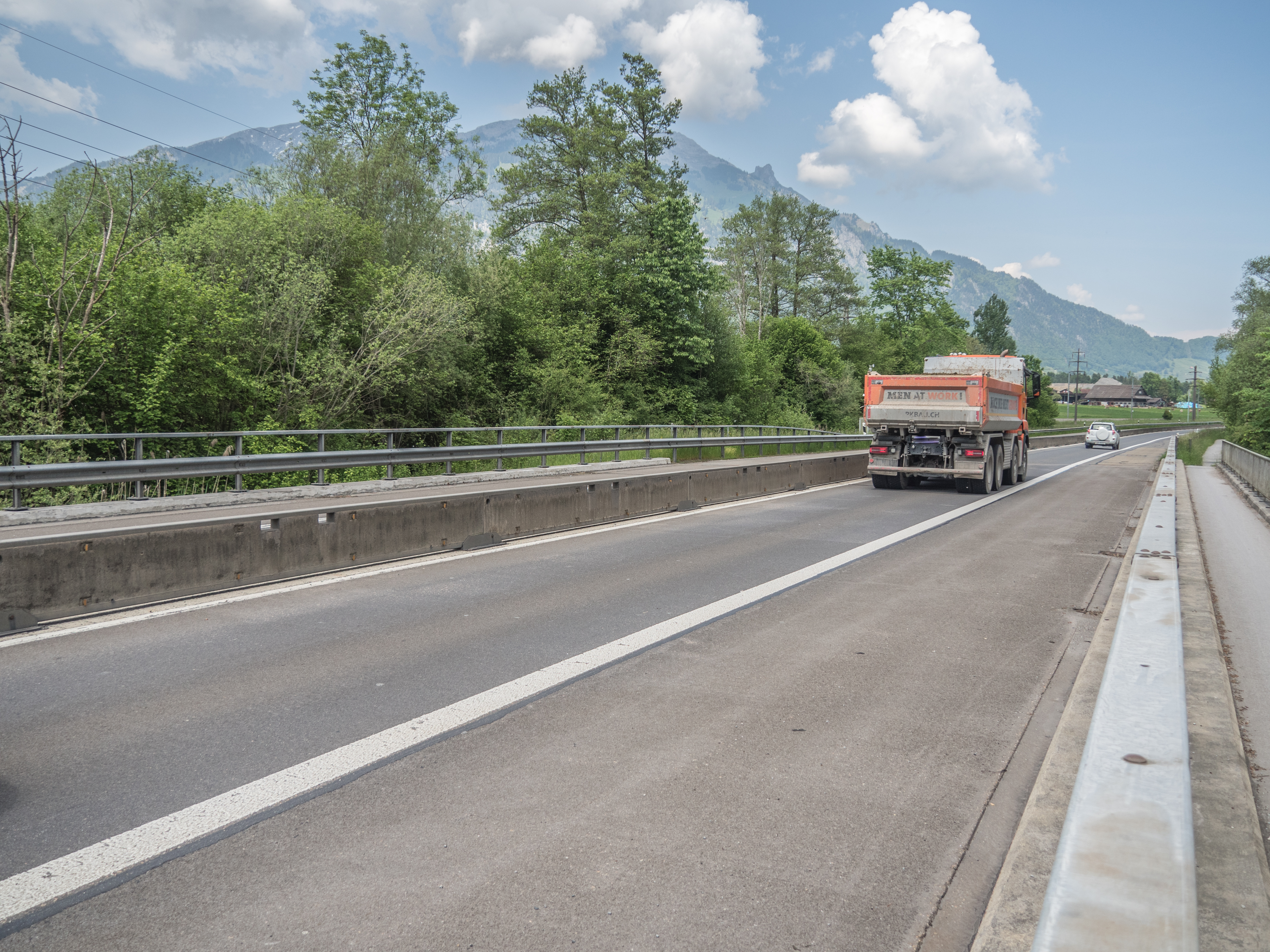
A8-Brücke über die Sarneraa bei Sarnen

Die A8 beginnt bei Spiez (bis 2019 bei der Verzweigung Lattigen, seither Teil der A6). Anschliessend führt sie, teils als Autobahn, teils als Autostrasse, teils unterbrochen als Hauptstrasse 6 und 11 dem Thunersee entlang nach Interlaken, vorbei am Jungfraupark und weiter am südlichen Ufer des Brienzersees nach Brienzwiler. Von dort aus bis Giswil ist die Autostrasse mit Ausnahme des 3,5 km langen Umfahrungstunnel Lungern unterbrochen: Auf der kurvigen Passstrasse hinauf zum Brünigpass und mit weiteren Kurven auf der Nordseite des Passes hinunter und dem Lungerersee entlang in Richtung Giswil ist die Strasse als Hauptstrasse 4 geschildert. Der Umfahrungstunnel Giswil, von wo aus die Autostrasse wieder durchgehend ist, entlastet den Ort vom Durchgangsverkehr und erspart den Reisenden den Bahnübergang der Brünigbahn. Nach der Durchquerung des 400 m langen Zollhaustunnels gelangt man anschliessend zum Portal des Umfahrungstunnels Sachseln. Dieser führt unter Sachseln durch und ist mit seiner Länge von über fünf Kilometern der sechstlängste Strassentunnel der Schweiz. Nach dem Tunnel befindet man sich am Ortsrand von Sarnen, wo die Strasse für wenige Kilometer 4-spurig ausgebaut ist. Über die ehemals als militärischer Behelfsflugplatz (mitsamt Brücke) dienende gerade Autostrasse erreicht man Alpnach, während sich geradeaus der Pilatus erhebt. Dem Alpnachersee entlang geht es zum Loppertunnel, an dessen Ende die A8 in die A2 mündet.

## Verkehr
Die A8 ist die einzige Ost-West-Verbindung in weitem Umkreis und ist deshalb gut befahren. Ausser im Raum Interlaken, wo sie vierspurig ist, handelt es sich um eine Autostrasse, am Brünigpass um eine Hauptstrasse. Im Bau ist der 2,1 km lange Tunnel Kaiserstuhl, der den Weiler Kaiserstuhl umgehen und die engen Kurven im Norden des Ortes am Abhang des Kaiserstuhls umgehen soll. Der Bau soll 2029 beendet sein.
Ein Scheiteltunnel unter dem Brünigpass, der zeitweise angedacht war, ist gemäss Bundesamt für Strassen (ASTRA) bis ca. 2050 aus volkswirtschaftlichen Gründen nicht vertretbar.

## Wichtige Kunstbauten
Umfahrungstunnel Lungern – Umfahrungstunnel Giswil – Tunnel Zollhaus – Umfahrungstunnel Sachseln – Loppertunnel

## Militärische Nutzung
Die Autostrasse A8 gehörte zu den Schweizer Nationalstrassen mit militärischer Bedeutung. Sie war südlich von Alpnach als Notlandeplatz für Militärflugzeuge vorgesehen. Aus Sicherheitsgründen wurden jedoch nur Starts ausgeführt, in den 1970er-Jahren mit Kampfflugzeugen des Typs Hunter und in den 1980er-Jahren mit Tiger F-5E; die Landungen erfolgten jeweils auf der normalen Piste.